# Kingsdon (Somerset)
Kingsdon est une paroisse civile et un village du Somerset, en Angleterre.